# Leena Lehtolainen
Leena Katriina Lehtolainen (11 de março de 1964, Vesanto) é uma romancista policial finlandesa, mais conhecida por sua série de romances sobre a policial Maria Kallio, que foi adaptada para a televisão finlandesa. Ela tem mais de 2 milhões de livros vendidos, traduzidos em 29 países.

## Biografia
Lehtolainen nasceu em Vesanto, na Savônia do Norte, Finlândia. Seu primeiro romance foi lançado quando ela tinha apenas 12 anos. Ela estudou literatura em Helsinque até 1995 e escreveu romances policiais a partir de 1993. Desde cerca de 2007, ela escreveu outros gêneros de livros. Suas obras foram traduzidas para vários idiomas: espanhol, holandês, chinês, lituano, polonês, francês, sueco, alemão, estoniano, tcheco. Leena Lehtolainen é casada com Mikko Lensu e tem dois filhos (Konsta Johannes, nascido em 1991 e Otso Olavi nascido em 1994). Ela mora em Degerby, a oeste de Helsinque.

## Livros

### Série da Maria Kallio
- Ensimmäinen murhani 1993 no Brasil: Meu Primeiro Assassinato (Vestígio, 2013)
- Harmin paikka 1994
- Kuparisydän 1995
- Luminainen 1996 no Brasil: Mulher de Neve (Vestígio, 2014)
- Kuolemanspiraali 1997
- Tuulen puolella 1998
- Ennen lähtöä 2000
- Veren vimma 2003
- Rivo satakieli 2005
- Väärän jäljillä 2008
- Minne tytöt kadonneet 2010
- Rautakolmio 2013
- Surunpotku 2015
- Viattomuuden loppu 2017
- Turmanluoti 2018
- Jälkikaiku 2020

### Série da Hilja Ilveskero
- Henkivartija 2009
- Oikeuden jalopeura 2011
- Paholaisen pennut 2012
- Tiikerinsilmä 2016
- Ilvesvaara 2021

### Outros
- Tappava säde 1999
- Sukkanauhatyttö ja muita kertomuksia 2001
- Kun luulit unohtaneesi 2002
- Jonakin onnellisena päivänä 2004
- Viimeinen kesäyö ja muita kertomuksia 2006.
- Luonas en ollutkaan 2007
- Taitoluistelun lumo 2010
- Kuusi kohtausta Sadusta 2014
- Tappajan tyttöystävä ja muita rikoksia 2018
- Valapatto 2019
- Joulupukin suudelma 2021
- Antti Ruuskanen – Rätingin paikka 2022

### Livros juvenis
- Ja äkkiä onkin toukokuu 1976
- Kitara on rakkauteni 1981